# Maurits Gysseling
Maurits Gysseling (* 7. September 1919 in Oudenburg; † 24. November 1997 in Gent) war ein belgischer Sprachwissenschaftler, Paläograf und Onomastiker. Er gilt als eine Schlüsselfigur in der Erforschung der historischen Linguistik des Alt- und Mittelniederländischen.

## Leben
Gysseling studierte Germanische Philologie an der Universität Gent, wo er 1950 mit einer Arbeit zur Toponymie von Oudenburg summa cum laude promovierte. Ab 1960 lehrte er als Professor für niederländische Linguistik an derselben Universität.
Bekannt wurde er durch sein monumentales Werk, das „Corpus Gysseling“, eine Sammlung niederländischen Texte aus dem 12. und 13. Jahrhundert. Gysseling erhielt zahlreiche Auszeichnungen, darunter die Mitgliedschaft in der Koninklijke Academie voor Nederlandse Taal- en Letterkunde und den Orden von Oranien-Nassau.

## Schriften (Auswahl)
- Toponymisch woordenboek van België, Nederland, Luxemburg, Noord-Frankrijk en West-Duitsland (vóór 1226), Brüssel, 1960.
- ‘De Germaanse woorden in de Lex Salica’. In: Verslagen en Mededelingen van de Koninklijke Vlaamse Academie voor Taal en Letterkunde, 1976.
- ‘Germanisering en taalgrens’. In: Algemene Geschiedenis der Nederlanden, Haarlem, 1981.
- ‘Prehistorische waternamen’. In: Handelingen van de Koninklijke Commissie voor Toponymie en Dialectologie / Bulletin de la Commission Royale de Toponymie et Dialectologie 56, 1982.